# David Lawrence (Cricketspieler)
David Valentine Lawrence, MBE (* 28. Januar 1964 in Gloucester, Vereinigtes Königreich; † 21. Juni 2025) war ein englischer Cricketspieler, der von 1988 bis 1992 für die englische Nationalmannschaft spielte.

## Aktive Karriere
Lawrence gab sein First-Class-Debüt in der Saison 1981 und spielte in der Folge für Gloucestershire. Für das Jahr 1985 wurde er als Young Cricketer of the Year ausgezeichnet. In der Saison 1985/86 war er Teil des englischen B-Teams bei der Tour in Sri Lanka. Bei einem Tour-Match gegen die West Indies im Mai 1988 traf er den west-indischen Batter Phil Simmons am Kopf, wobei dieser keinen Helm trug. Dieser erlitt daraufhin einen Herzstillstand, konnte sich jedoch später wieder erholen. Drei Monate später gab er gegen Sri Lanka sein Test-Debüt. Er war damit der erste in Großbritannien geborene schwarze Spieler, der für die englische Nationalmannschaft spielte. Jedoch konnte er sich zunächst nicht im Team etablieren. Erst in der Saison 1991 spielte er erneut für die Nationalmannschaft. So gab er bei der Tour gegen die West Indies sein ODI-Debüt und erzielte dabei 4 Wickets für 67 Runs. Im fünften Test der Tour konnte er 5 Wickets für 106 Runs beisteuern. Beim letzten Test der Tour in Neuseeland im Februar 1992 stürzte er und brach sich die Kniescheibe. Die Verletzung war so schwer, dass er nicht mehr für die Nationalmannschaft spielen konnte. Abseits von vier First-Class-Begegnungen in der Saison 1997 war dies auch sein letzter Auftritt als professioneller Cricketspieler.

## Nach der aktiven Karriere
Nach seinem Rücktritt betrieb er einen Nachtclub und war Amateur-Bodybuilder. Im Jahr 2022 übernahm er die Rolle des Club-Präsidenten für Gloucestershire. Im Jahr 2024 gab er bekannt, dass er an einer Motoneuron-Krankheit erkrankt sei. Im Jahr 2025 wurde er mit dem MBE ausgezeichnet und veröffentlichte seine Autobiographie In Syd's Voice - The Extraordinary Life of Syd Lawrence. Im Juni 2025 verstarb er im Alter von 61 Jahren.